# Skrøbelevgård
Skrøbelevgård (eller Boesgaard)  er en proprietærgård i landsbyen Ny Skrøbelev øst for Rudkøbing på Langeland. Den lå tidligere i Langelands Nørre Herred, Svendborg Amt, Rudkøbing Kommune, nu Langeland Kommune. Den er opført i 1669. Gården er i de senere år blevet kaldt "Skrøbelev Gods" af den nuværende ejer, hvilket dog er uden belæg, da der aldrig har været tale om et gods: Gården har ikke været hovedgård eller sædegård, og der er heller ikke noget godstilliggende.

## Ejere af Skrøbelevgård
- (1669-1850) Forskellige ejere (herunder Boesgaard)
- (1850-1880) Boesgaard
- (1880-1900) Rasmussen
- (1900-1910) Enkefru Rasmussen
- (1910-1924) N. Hansen
- (1924-1939) Enkefru Margrethe Hansen
- (1939-1961) L. Wester
- (1961-1993) Inger-Lise Wester / Hanne Wester / Jens Wester
- (1993-1994) Jette Deibjerg Kristensen / Peter B. Holm / Karsten Deibjerg Kristensen / Helle Nedergaard Nielsen
- (1994-2001) Jette Deibjerg Kristensen / Peter B. Holm
- (2001-2006) Jan Tøndering / Lisbeth Tøndering
- (2006- ) Claus Agerskov